# Гриноу, Ричард
Ричард Сэлтонстолл Гриноу (19 апреля 1819, Бостон, штат Массачусетс — 1904, Рим, Италия) — американский скульптор.

## Биография
Младший брат скульптора-неоклассика Горацио Гриноу. С 1829 года обучался в Бостонской латинской школе. В 1836 году по примеру своего брата стал пробовать свои силы в скульптуре.
В 1837 году отправился в Италию. Жил долгое время между Европой и Америкой, хотя бо́льшую часть своей творческой жизни провёл в Риме.
В 1855 году был избран членом Американской академии искусств и наук.
Умер в Риме в 1904 году. Похоронен на некатолическом кладбище в Риме.

## Творчество
Автор статуй, скульптурных портретов, бюстов. Самая известная работа — бронзовый памятник Бенджамина Франклина, созданный по заказу Конгресса США и установленный в 1856 году перед Старой ратушей в Бостоне.

## Избранные работы
- Мраморная статуя Джона Уинтропа (Мемориальный зал, Гарвардского университета, 1856)
- Мраморная статуя «Карфагенская девочка» (Boston Athenæum, 1863)
- Мария Магдалина (Бруклинский музей, 1860—1880)
- статуя Джона Уинтропа (Капитолий (Вашингтон))

- Бронзовая статуя Джона Уинтропа в Бостоне
- Бронзовый памятник Бенджамина Франклина перед Старой ратушей в Бостоне